# فرون
فرون هي إحدى القرى اللبنانية من قرى قضاء بنت جبيل في محافظة النبطية.

## موقعها
| المسافة من بيروت | ارتفاع (متر) | المساحة (هكتار) |
| ---------------- | ------------ | --------------- |
| 93               | 720          | 528             |

## سكانها وعائلاتها
يبلغ عدد سكانها حوالي 1200 نسمة
آل مكي العائلة الكبرى في فرون من حيث العدد، بحوالي 200 ناخب.
وهناك عائلات:المقداد، رمضان، جعفر، سعد، حمدون، بزي، شحادي، حايك، ديراني، خليل، سلوم، سلمان، خريس، عماشة.